# ラブ・ラブ・ラブ (宝塚歌劇)
ラブ・ラブ・ラブは宝塚歌劇団のショー作品。

## 雪組 宝塚大劇場公演

### 概要
形式名は「グランド・ショー」。
20場。
公演期間は1966年10月1日から10月27日まで。
併演は歌劇『紫式部』

### スタッフ
- 作・演出：鴨川清作
- 音楽：中川光晴、入江薫、寺田瀧雄、吉崎憲治
- 音楽指揮：溝口尭
- 歌唱指導：水島早苗
- 振付：岡正躬、佐々木和男、県洋二、朱里みさを、アキコ・カンダ
- 装置：黒田利邦、静間潮太郎
- 照明：黒田利邦、今井直次
- 衣装：静間潮太郎
- 小道具：生島道正
- 効果：村上勲
- 録音：松永浩志
- 演出助手：酒井澄夫、海野洋司
- 振付助手：鈴木武

### 主な出演
- 歌う男、ビル：真帆志ぶき
- 歌う男、マギー：内重のぼる
- ボス、幻影の女：松乃美登里
- アフリカの幻影：牧美佐緒
- 歌う男：安芸ひろみ
- 歌う女：可奈潤子、姫由美子

## 雪組 東京宝塚劇場公演
公演期間は1967年7月1日から7月28日まで。
併演は歌劇『紫式部』（主なスタッフは白井鐡造）。
主なスタッフに鴨川清作がいる。

## 雪組 宝塚・東京以外の公演
主なスタッフに鴨川清作がいる。

### 1967年
公演地は岐阜、長浜、岡崎、刈谷。
公演期間は10月2日から10月10日まで。
併演は『火の鳥』（郷土芸能研究会　構成）。

### 1968年

#### 1月14日・18日の公演
公演地は岡山、広島
併演は『ふるさとの四季』（郷土芸能研究会　構成）

#### 3月30日から4月7日までの公演
公演地は春日井、多治見、伊那、中津川、四日市、小松、富山
併演は『火の鳥』（郷土芸能研究会　構成）

### 1969年
公演地は佐賀、宮崎、津久島、本渡、松本、高知
公演期間は11月9日から11月22日まで。
併演は『おてもやん』（主なスタッフに大関弘政）。